# Пікенс (Міссісіпі)
Пікенс (англ. Pickens) — місто (англ. town) в США, в окрузі Голмс штату Міссісіпі. Населення — 920 осіб (2020).

## Географія
Пікенс розташований за координатами 32°53′29″ пн. ш. 89°58′8″ зх. д. / 32.89139° пн. ш. 89.96889° зх. д. (32.891329, -89.968792).  За даними Бюро перепису населення США в 2010 році місто мало площу 3,37 км², з яких 3,31 км² — суходіл та 0,07 км² — водойми.

## Демографія
Згідно з переписом 2010 року, у місті мешкало 1157 осіб у 428 домогосподарствах у складі 299 родин. Густота населення становила 343 особи/км².  Було 489 помешкань (145/км²).
Расовий склад населення:
| - 87,4 % — чорних або афроамериканців - 11,9 % — білих - 0,5 % — азіатів |

До двох чи більше рас належало 0,2 %. Частка іспаномовних становила 0,9 % від усіх жителів.
За віковим діапазоном населення розподілялося таким чином: 27,4 % — особи молодші 18 років, 60,2 % — особи у віці 18—64 років, 12,4 % — особи у віці 65 років та старші. Медіана віку мешканця становила 35,1 року. На 100 осіб жіночої статі у місті припадало 86,0 чоловіків;  на 100 жінок у віці від 18 років та старших — 81,0 чоловіків також старших 18 років.
Середній дохід на одне домашнє господарство  становив 28 065 доларів США (медіана — 20 139), а середній дохід на одну сім'ю — 30 402 долари (медіана — 22 656). За межею бідності перебувало 43,9 % осіб, у тому числі 66,2 % дітей у віці до 18 років та 26,9 % осіб у віці 65 років та старших.
Цивільне працевлаштоване населення становило 284 особи. Основні галузі зайнятості: освіта, охорона здоров'я та соціальна допомога — 25,0 %, роздрібна торгівля — 20,1 %, виробництво — 19,4 %.